# Wushen (cheval)
Pour les articles homonymes, voir Wushen.
Le Wushen (chinois simplifié : 乌审 ; pinyin : üüšin) est un type du cheval mongol chinois. De petite taille, il provient de zones de steppe sèches et du désert de Maowusu (en), dans le centre-ouest de la Mongolie-Intérieure, en Chine. Particulièrement résistant, il est malgré sa taille apte à la traction et à la marche dans le désert, grâce à son amble rompu.

## Histoire
Les informations relatives à la race Wushen sont limitées, car elle n'est pas mentionnée dans la base de données DAD-IS.
Ce cheval est présumé avoir suivi une sélection naturelle pour l'adaptation aux biotopes désertiques, et la résistance à la désertification

## Description
C'est un cheval d'allures, comme l'Islandais et le Rahvan. Il est cependant le symbole des chevaux du désert en Chine. D'après Caroline Puel (1989), il mesure environ 1,22 m. Bonnie Lou Hendricks (Université de l'Oklahoma, 2007) cite une moyenne équivalente, soit 12 mains. 
C'est l'une des plus petites variétés de chevaux mongols. Il présente un modèle léger, avec des sabots larges et plats adaptés à la marche dans le désert.
Il est réputé résistant et habile, doté d'un bon tempérament et d'une grande endurance. Il résiste aux étés froids de sa région. Le Wushen dispose d'allures supplémentaires, en l’occurrence d'un amble rompu à quatre temps particulièrement rapide. Il place sa tête haut en employant cette allure. Il est en revanche moins rapide que l'Abaga, une autre race du groupe du Mongol chinois.
|  | Cheval mongol de Mongolie extérieure |
|  | |
|  | Cheval mongol de Mongolie intérieure \| \| Abaga \| \| \| \| \| \| Baicha \| \| \| \| \| \| Ujumqin \| \| \| \| \| \| Wushen \| \| \| \| |
|  | |
|  | Abaga |
|  | |
|  | Baicha |
|  | |
|  | Ujumqin |
|  | |
|  | Wushen |
|  | |

|  | Abaga   |
|  |         |
|  | Baicha  |
|  |         |
|  | Ujumqin |
|  |         |
|  | Wushen  |
|  |         |

Parmi les différents types de chevaux de ce groupe, l'Ujumqin a été analysé vomme le plus proche génétiquement du Wushen, ce qui est pourtant étonnant car la distance géographique entre les deux zones d'élevage est élevée. Il est possible que cette proximité génétique résulte d'échanges de reproducteurs entre les éleveurs. Une autre analyse, en 2018, a permis de séparer le groupe du cheval mongol en trois branches, et de regrouper le Wushen et le Baerhu.

## Utilisations
La race sert essentiellement de cheval de selle pour la marche dans le désert, mais elle est aussi apte à la traction. Sous la selle et malgré sa petite taille, un Wushen peut se déplacer à une vitesse moyenne de 13 à 15 km/h,. Il peut aussi parcourir 60 à 70 km en une journée avec un cavalier. À la traction, le Wushen déplace une charge de 300 kg sur une trentaine de kilomètres en une journée.

## Diffusion de l'élevage
Cette race est propre à des zones de steppe sèche dans les zones centrales et Ouest de la Mongolie-Intérieure, notamment au sud désert de Maowusu (en), bordant la ville d'Ordos. Elle n'est pas citée dans l'étude menée par Rupak Khadka, de l'université d'Uppsala, pour la FAO en 2010 ; ni dans l'évaluation des menaces sur les races de chevaux du monde menée par la FAO en 2007.
Bonnie Lou Hendricks indique un effectif d'environ 18 000 chevaux (2007). 